# Boudewijn V van Jeruzalem
Boudewijn V van Jeruzalem ook bekend als Boudewijn van Monferrato (1177 - augustus 1186) was de zoon van Willem van Monferrato en Sibylla van Jeruzalem, de zus van Boudewijn IV van Jeruzalem. Wegens het vroege overlijden van Willem werd Boudewijn de adoptiefzoon van Guy van Lusignan, zoon van de graaf van Poitou Hugo VIII van Lusignan, die in 1179 de tweede echtgenoot werd van Sybilla.
Boudewijn V "het kind" werd in 1185 gekroond tot koning van het Heilige Land. Guy van Lusignan trad vanaf dat moment op als koning-gemaal.
Boudewijn overleed al het jaar daarop, op 9-jarige leeftijd, aan een onbekende ziekte. Sommige historici denken dat Boudewijn vergiftigd werd vanwege politieke belangen voor anderen.